# Arianna in Creta
Arianna in Creta (HWV 32) es una ópera seria en tres actos compuesta por Georg Friedrich Handel. El libreto (en italiano) fue adaptado de Arianna e Teseo de Pietro Pariati. 
Fue estrenada en el King's Theatre de Londres el 26 de enero de 1734. La primera representación moderna tuvo lugar en el Festival de Handel en Gotinga en el año 1999, aunque posteriormente ha sido representada por Les Talens Lyriques bajo la dirección de Christophe Rousset en 2002 en Francia y Alemania. Esta ópera rara vez se representa. En las estadísticas de Operabase Archivado el 14 de mayo de 2017 en Wayback Machine. aparece con una única representación en el período 2005-2010.

## Personajes
| Personaje | Tesitura         | Reparto original el 26 de enero de 1734 (Director: - ) |
| --------- | ---------------- | ------------------------------------------------------ |
| Arianna   | soprano          | Anna Maria Strada                                      |
| Teseo     | alto castrato    | Giovanni Carestini                                     |
| Carilda   | alto             | Maria Caterina Negri                                   |
| Alceste   | soprano castrato | Carlo Scalzi                                           |
| Tauride   | soprano          | Margherita Durastanti                                  |
| Minos     | bajo             | Gustavus Waltz                                         |

El argumento de la ópera versa sobre la mítica historia del tributo de catorce jóvenes de ambos sexos que los atenienses debían ofrecer a Minos, rey de Creta, para servir de alimento al Minotauro y de cómo Teseo acaba con el monstruo con la ayuda de Ariadna, hija de Minos y enamorada del héroe.